# Chouméri (Réthymnon)
Pour les articles homonymes, voir Chouméri.
Chouméri, en grec moderne : Χουμέρι, est un village du dème de Mylopótamos, en Crète, en Grèce. Selon le recensement de 2011, la population de Chouméri compte 228 habitants. Il est situé à une altitude de 240 m et à une distance de 32 km de Réthymnon.